# Finská liga ledního hokeje 1928/1929
Sezóna 1928/1929 byla 2. ročníkem lední hokejové ligy SM-sarja ve Finsku. Zúčastnilo se devět týmů ze čtyř měst, vítězem se stal tým HJK Helsinky.

## Systém soutěže
Hrálo se formou kvalifikací 12. - 19. února 1929 ve 3 městech Helsinky ( 2 postupující), Tampere a Viipuri ( po 1 postupujícím).
Postupující 4 týmy sehrály v březnu 1929 semifinále a vítězové finále, které rozhodlo o druhém mistrovi Finska v ledním hokeji.
Vše se rozhodovalo v jednom zápase hraném do rozhodnutí.
Kvalifikace v Helsinkách (12., 13. a 19. února 1929)

## Sezóna
Kvalifikace v Helsinkách (12., 13. a 19. února 1929)
HJK Helsinky - HIFK 6-3 (3-0,1-3,2-0)
HPS Helsinky - Start 6-1
HJK porazilo KIF propadnutím

Kvalifikace v Tampere (15. a 17. února 1929)
Pyrintö Tampere - TaPa Tampere 5-4
Pyrintö Tampere - ÅIFK Turku 0-3

Kvalifikace Viipuri (17. února 1929)
ViPS Viipurin - Viipurin Reipas 6-1 p

## Playoff
Semifinále (3. března 1929)
- ViPS Viipurin - HPS Helsinky 3-4 p (1-0.1-2.0-0.1-1.0-1)
- HJK Helsinky - ÅIFK Turku 3-1

Finále (9. března 1929)
- HJK Helsinky - HPS Helsinky 5-1 (2-0.3-0.0-1)

Sestava HJK Helsinky: Gideon Karha (Carlström) , Aaro Kivilinna, Reino Knuutinen, Leo Laaksonen, Asko Lauka (Allean) , Taavi Pohjanpalo, Niilo Tammisalo, Karl Andersson.